# Oldsmobile Model 30
La Model 30 è un'autovettura mid-size prodotta dall'Oldsmobile dal 1923 al 1927.

## Storia
Nel primo anno di produzione la Model 30 si collocava, con il suo motore a sei cilindri, a metà della gamma Oldsmobile. Infatti la Model 43, che era dotata di un motore a quattro cilindri, era posizionata sotto la Model 30, mentre la Model 47, con il suo motore ad otto cilindri, era posizionata sopra il modello in oggetto. La vettura era disponibile con quattro tipi di carrozzeria, torpedo quattro porte, berlina quattro porte, roadster due porte e landaulet due porte.
La Model 30 era equipaggiata con un motore a valvole laterali e sei cilindri in linea da 2.769 cm³ di cilindrata che erogava 42 CV di potenza. Il propulsore era anteriore, mentre la trazione era posteriore. Il moto alle ruote posteriori era trasmesso tramite un albero di trasmissione. Il cambio era a tre rapporti. I freni erano meccanici a tamburo e agivano sulle ruote posteriori. La frizione era a secco. Le ruote erano a raggi in legno.
Nel 1924 i cambiamenti furono minimi. Nel 1925 venne aggiunto all'offerta l'allestimento DeLuxe, che era caratterizzato da un equipaggiamento più ricco. Nell'occasione, la potenza del motore scese a 40 CV mentre il passo crebbe di mezzo pollice. Nel 1926 il modello fu aggiornato sia esteticamente che meccanicamente. La potenza del motore aumentò a 41 CV. Nel 1927 fu invece introdotto un motore più grande da 3.031 cm³ e 47 CV. Nell'occasione, per la prima volta su un modello Oldsmobile, fu introdotto un sistema frenante che agiva su tutte e quattro le ruote.
Di Model 30 ne furono prodotti 236.474 esemplari.